# جورج كلارك (سياسي)
جورج كلارك (بالإنجليزية: George Clark)‏ هو سياسي أمريكي، ولد في 20 مارس 1866، وتوفي في 11 مايو 1866. انتخب عمدة نيو أورلينز ‏.